# Zehrensdorf Indian Cemetery

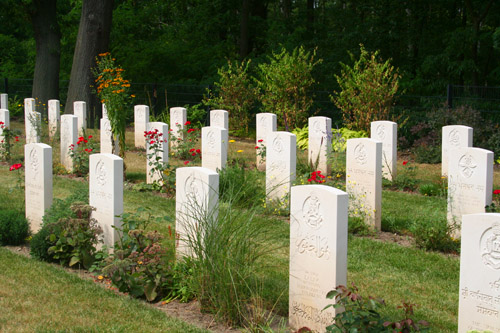
Gräber auf dem Zehrensdorf Indian Cemetery

Der Zehrensdorf Indian Cemetery ist ein deutscher Soldatenfriedhof für indische kriegsgefangene Soldaten des Ersten Weltkriegs.
Er ist die letzte Ruhestätte für 206 indische Soldaten, die in der Kriegsgefangenschaft verstarben und auf dem Friedhof Zehrensdorf beigesetzt wurden. Die der Verwaltung der Commonwealth War Graves Commission (CWGC) unterstehende Grabstätte wurde 2005 nach einem grundlegenden Wiederaufbau eingeweiht.

## Hintergrund

### Truppenübungsplatz
Die Gemarkung Zehrensdorf hatte 1905 eine Fläche von 1150 Hektar mit 304 Einwohnern. Mit der Errichtung eines Truppenübungsplatzes 1909 wurde die Bevölkerung umgesiedelt.

### Kriegsgefangenenlager

Tatarenstein auf dem Friedhof Zehrensdorf von 1916, mit Inschrift im İske-imlâ-Alphabet

Im Ersten Weltkrieg entstanden auf dem Truppenübungsplatz zwei Kriegsgefangenenlager (später Halbmondlager und Weinberglager genannt) für Franzosen, Briten, Russen, Tataren, Baschkiren sowie indische Angehörige der Streitkräfte des Britischen Empire, die an der Westfront in deutsche Gefangenschaft geraten waren. Gestorbene Kriegsgefangene bestattete man auf dem Zehrensdorfer Friedhof. Nach dem Krieg wurden für sie Ehrenmale errichtet, etwa der sogenannte Tatarenstein, entworfen vom deutschen Architekten Otto Stiehl (1860–1940).

### Neubesiedlung
1921 begann die Wiederbesiedlung Zehrensdorfs; diese wurde 1927 mit der Gründung der Gemeinde Zehrensdorf abgeschlossen.

### Militärische Nutzung
Wegen der erneuten militärischen Nutzung wurde die Gemeinde Zehrensdorf wieder aufgelöst und der Truppenübungsplatz von 1936 bis 1945 auch zur Erprobung und Entwicklung von neuen Waffensystemen genutzt.
Nach Besetzung des Areals durch die Rote Armee 1945 wurde Zehrensdorf Hauptstandort der Westgruppe der Sowjetischen Streitkräfte. Die Commonwealth War Graves Commission erhielt von der Sowjetarmee keine Erlaubnis, die Pflege der Gräber zu übernehmen.

### Neue Gemarkung
1994, nach dem Abzug der sowjetischen Streitkräfte aus dem wiedervereinigten Deutschland, wurde die Gemarkung Zehrensdorf der Öffentlichkeit zugänglich gemacht und in die Gemeinde Wünsdorf eingemeindet.

## Indische Soldaten im Ersten Weltkrieg
Auf Seiten der britischen Streitkräfte des Ersten Weltkriegs standen auch Verbände der British Indian Army. 1914/15 kämpften an der Westfront bei Neuve-Chapelle zwei indische Infanteriedivisionen, die Meerut- und die Lahore-Division. Ihre Verluste waren auch aufgrund gesundheitlicher Probleme der Soldaten sehr hoch, sie verloren über 80 Prozent ihrer Mannschaftsstärke. 1915 wurden die indischen Infanteriedivisionen hinter die Front zurückgezogen und durch zwei Kavalleriedivisionen ersetzt. Insgesamt dienten im Ersten Weltkrieg rund 160.000 Inder in Frankreich und Belgien.

### Indische Soldaten im deutschen Kriegsgefangenenlager
Die indischen Kriegsgefangenen kamen in das Kriegsgefangenenlager Zehrensdorf. In der Kriegsgefangenschaft starben 206 Inder, die man auf dem örtlichen Friedhof beisetzte. Da die Commonwealth War Graves Commission nach 1945 keinen Zutritt zum Friedhof erhielt, wurde seit 1964 der Toten mit einer Gedenktafel auf dem Soldatenfriedhof Neuve-Chapelle in Frankreich gedacht. Die Gedenktafel enthält folgende Inschrift:
IN HONOURED MEMORY OF THESE MEN
WHO DIED IN CAPTIVITY
AND WERE BURIED AT ZEHRENSDORF NEAR BERLIN”.

## Ehrenfriedhof
Verhandlungen um den Wiederaufbau des Kriegsgefangenenfriedhofs in Zehrensdorf begannen unmittelbar nach der Wiedervereinigung Deutschlands. Die Bundesrepublik Deutschland und das Land Brandenburg legten mit der CWGC die Eckdaten fest und schlossen einen gemeinsamen Nutzungsvertrag. Im Jahr 2002 begannen die Arbeiten zur Sicherung und Wiederherstellung des Friedhofs, an der sich die Stadt Zossen gemeinsam mit der CWGC beteiligten.
Der Wiederaufbau richtete sich nach den vorgegebenen Bauvorschriften der CWGC, hiernach wurde in einer Sichtachse der „Stone of Remembrance“ (Altarstein), das „Cross of Sacrifice“ (Opferkreuz mit aufgelegtem Langschwert) und die einheitlichen und symmetrisch ausgerichteten Grabsteine aus weißem Kalksandstein aufgestellt. Als Grünanlage wählte man eine durchgehende Rasenfläche, die mit einigen Bäumen und Sträuchern bepflanzt ist.
Am 29. Oktober 2005 besuchte Edward, 2. Duke of Kent, in seiner Eigenschaft als Präsident der CWGC die wieder aufgebaute Gräberstätte in Zehrensdorf.